# Anastázie Martinová-Pihrtová
Anastázie Marie Martínková-Piherová, pseudonym Blanka Blanická (4. listopadu 1903 Tábor – po 1946), byla česká spisovatelka dětské a dívčí literatury, zejména pohádek a bajek.

## Život
Absolvovala v Táboře měšťanskou školu a dvouletou Městskou veřejnou obchodní školu. V roce 1928 se provdala za Miloše Piheru.
Podobně jako Vlasta Javořická, Vlasta Pittnerová, Amálie Kutinová nebo Jaromíra Hüttlová patřila Anastázie Martínková-Piherová k autorkám sentimentálních dívčích románů, v období První republiky byla řazena do takzvané Červené knihovny. 
O diskreditaci spisovatelky se přičinili historikové literatury doby socialismu. Blanická oproti jmenovaným spisovatelkám nestála o publicitu, vystupovala pouze pod pseudonymem a svou identitu nezveřejnila. Proto zůstává dosud v dějinách české literatury spíše méně známá.

## Dílo
Nejpozoruhodnější tituly její bibliografie představují pohádky a bajky, jež byly populární díky pečlivému vydání celku: od textů přes dobře vybrané ilustrátory až po kvalitní barevný tisk a typografii.

## Výběr z knih
- Kytka bajek, ilustroval Rudolf Mates, vydal Eduard Weinfurter Praha 1926 (2 vydání s různými obálkami)
- Pohádky, ilustroval Rudolf Mates, 1927
- Jiřina, dívčí románek; vydal Josef Nývlt, Kralupy nad Vltavou 1927
- Dornička – cikánečka, vydala B. Smolíková-Mečířová 1946
- V cukrové říši, pohádky, 2 svazky, ilustroval Václav Čutta, vydal Eduard Fastr, Louny 1928
- Maková panenka, dívčí román, vydal Josef Nývlt, Kralupy nad Vltavou, 1930
- Kašpárek a Honza v pekle. Proč se šklebí Satan vztekle, loutková hra, J. R. Vilímek 1934
- Vlasti služ! ilustroval Miloš Novák; vydal Jan Otto, Praha 1946
- Pohádky na dobrou noc; vydal Jan Otto, Praha 1946
- Jehla a srdce, dívčí román, 1946 (?); reedice Ivo Železný, Praha 1995